# Guy Delcourt (éditeur)
Pour les articles homonymes, voir Guy Delcourt.
Guy Delcourt, né le 27 mars 1958 à Versailles, est le fondateur des éditions Delcourt spécialisées en bande dessinée.

## Biographie

### Débuts
Après un baccalauréat scientifique en 1977, il sort diplômé de l'ESSEC en 1980. Il débute alors une carrière d'analyste financier. Son premier poste, à Los Angeles, lui permet d'étudier les bilans de grandes sociétés, mais surtout de devenir journaliste spécialisé en bande dessinée et en cinéma grâce, notamment, à une interview exclusive de Harrison Ford pour le premier Indiana Jones.
De retour en France, il intègre la rédaction du magazine Pilote. Quand il quitte la revue en février 1986, il fonde sa propre maison d’édition de bande dessinée.

### Les Éditions Delcourt
À 28 ans, avec un apport initial de 150 000 francs, les Éditions Delcourt sont créées.
Dès le second titre publié, « La Bande à Renaud », constitué de l’adaptation en BD des œuvres du chanteur le plus populaire de l’époque, le succès commercial est au rendez-vous avec plus de 100 000 exemplaires vendus. C’est un signe encourageant pour se lancer à la recherche nouveaux talents qu’il découvre à l'École des beaux-arts d'Angoulême, parmi lesquels Alain Ayroles, Masbou, Mazan, Turf, et surtout d'auteurs confirmés qu'il faut convaincre malgré le jeune âge de son entreprise.

### Développements
En 1990, avec trois réalisateurs, il fonde Story, un studio de création de séries animées qui produira notamment la série « Petit Vampire » d’après la bande dessinée de Joann Sfar.
Il lance deux séries de jeunes auteurs, Légendes des Contrées Oubliées et Aquablue, respectivement de science-fiction et d'heroic fantasy, qui sont un nouveau succès pour Delcourt. Il développe en 1999 son label comics, en commençant par publier les albums déclinés de la galaxie Star Wars, la boucle est bouclée. En 2002, il se lance dans le manga avec le label Akata et, en 2005, il achète Tonkam, éditeur historique du genre.
En 2003, Delcourt se rapproche de l'éditeur de Soleil Productions avec qui il crée le diffuseur Delsol.
En 2011, avec l’acquisition de Soleil, le Groupe Delcourt devient le premier éditeur indépendant du marché francophone de la bande dessinée.
En 2014, Guy Delcourt s'associe à l'Ecole Brassart pour lancer à Paris l'Académie Brassart-Delcourt destinée à former de futurs professionnels de la Bande Dessinée. Chaque promotion de cette formation post-bac de trois ans est parrainée par des auteurs de référence : Zep fut le premier, Bilal devient celui de la promotion de la rentrée de 2021-2022.
2018 voit la création du département littérature avec La Croisée (fiction étrangère), puis Marchialy (non fiction narrative) et Les Avrils (littérature française).
En 2021, c’est une aventure éditoriale innovante qui débute avec Verytoon, une plateforme dédiée au webtoon, premier mode purement numérique de création, diffusion et lecture de bande dessinée.

## Jeu vidéo
Guy Delcourt a cofondé la société Pastagames.

## Décorations
- Officier de l'ordre national du Mérite Peu après la célébration des vingt ans de sa maison d'édition, en septembre 2006 à Bercy Village, il obtient  le grade de chevalier dans l'ordre du mérite par le président de la République Jacques Chirac, sur proposition du Ministre de la Culture, Renaud Donnedieu de Vabres. Il est promu officier par décret du 13 mai 2016[2], distinction qui lui est remise la même année par Jack Lang, au Centre National du Livre.